# ليزا هيلتون (كاتبة)
ليزا هيلتون (بالإنجليزية: Lisa Hilton)‏ هي كاتبة سير ومؤرخة وكاتِبة بريطانية، ولدت في 15 ديسمبر 1974 في ليفربول في المملكة المتحدة.

## وصلات خارجية
- الموقع الرسمي
- ليزا هيلتون على موقع IMDb (الإنجليزية)
- ليزا هيلتون على موقع قاعدة بيانات الفيلم (الإنجليزية)